# Tractat de Niça
El Tractat de Niça és un tractat realitzat a la ciutat de Niça per part del Consell Europeu entre els dies 7 i 9 de desembre de 2000 i signat el 26 de febrer de 2001. Després d'haver estat ratificat pels 15 Estats membres de la Unió Europea (UE) segons preveu les seves respectives normes constitucionals, procés que es va estendre fins al 2002 va entrar en vigor l'1 de febrer de 2003.

## Objectius del Tractat
El propòsit primari del Tractat de Niça fou reformar l'estructura institucional per a afrontar l'ampliació de la Unió Europea, una tasca que hauria d'haver portat a terme la Conferència Intergovernamental del Tractat d'Amsterdam, que no obstant això no va poder resoldre en gairebé cap punt.
El Tractat va establir que s'augmentés el nombre d'escons al Parlament Europeu fins a arribar a 732, el que excedia l'acord disposat al Tractat d'Amsterdam.
La qüestió de la reducció de la grandària de la Comissió Europea es va resoldre amb una escapatòria, ja que el Tractat va establir que una vegada que el nombre d'Estats membres arribés als 27, el nombre de comissaris nomenats en la següent Comissió seria reduït per sota dels 27 pel consell, sense arribar a especificar com es realitzaria aquesta reducció. Com a mesura transitòria especifica a partir de l'1 de gener de 2005 Alemanya, França, Regne Unit, Itàlia i Espanya van renunciar al seu segon Comissari.
El Tractat va establir la creació de tribunals subsidiaris de rang inferior al Tribunal de Justícia i el Tribunal de Primera Instància per a les àrees jurídiques d'especial interès com la de patents. El Tractat de Niça va crear noves normes per a regular una col·laboració més estreta, ja que considera inaplicables les normes introduïdes pel Tractat d'Amsterdam i va destacar que aquestes normes encara no han estat emprades.
En resposta a les fracassades sancions contra Àustria, imposades després que una coalició que incloïa al partit de Jörg Haider arribés al govern, i a causa del temor que els nous Estats membres poguessin posar novament en perill l'estabilitat de la Unió, el Tractat de Niça va adoptar per primera vegada normes formals per a aplicar sancions a un Estat membre.
El Tractat també va establir disposicions sobre les conseqüències financeres de l'expiració del Tractat de París pel qual es creà la Comunitat Europea del Carbó i l'Acer (CECA).
Es va considerar que el Tractat de Niça no havia tractat la qüestió bàsica de la reforma institucional, ja que les institucions de la Unió Europea seguien sent massa complexes, per la qual cosa es va acordar a Niça l'establiment de la Convenció Europea, que conduiria a una Conferència Intergovernamental l'any 2004.

## Crítiques
El Tractat adoptat pel consell Europeu de Niça va ser criticat per molts dels seus firmants. Així doncs, Alemanya havia exigit tenir un major pes en el vot a causa de la seva població més elevada, fet al qual es va oposar França adduint la tradicional paritat entre el dos països. Una proposta que hauria simplificat molt el sistema actual hagués estat la d'introduir la doble majoria d'Estats membres i població per a reemplaçar el sistema actual de majoria qualificada, a la qual cosa també es va oposar França per raons similars. Finalment es va arribar un compromís que consistia en una doble majoria d'Estats membres i vots. A més un Estat membre podria sol·licitar opcionalment que es verifiqués que els països de vot afirmatiu representaven una proporció suficient de la població de la Unió.
La Comissió Europea i el Parlament Europeu van mostrar la seva decepció pel fet que la Conferència Intergovernamental de Niça no va adoptar moltes de les seves propostes pel que fa a la reforma de l'estructura institucional o la introducció de nous poders, com el nomenament del Fiscal Europeu. El Parlament Europeu va amenaçar d'aprovar una resolució contra el Tractat, encara que no té capacitat formal de veto. Així mateix el Parlament Italià va amenaçar amb no ratificar-lo, si el Tractat no comptava amb el suport del Parlament Europeu. Tanmateix, res d'això va arribar a succeir i el Parlament Europeu va aprovar el Tractat.
Molts argumenten que l'estructura de pilars, que es va mantenir en el Tractat, és massa complicada, que els diferents tractats haurien de fusionar-se en un, que les tres (ara dues) personalitats legals de les Comunitats haurien de fusionar-se i que la Comunitat Europea i la Unió Europea haurien de fusionar-se en una única Unió Europea amb una única personalitat jurídica. Les regions alemanyes també van demandar una separació de poders clara entre la Unió i els Estats membres.
Per una altra banda, el Tractat de Niça tampoc incorpora la Carta de Drets Fonamentals, ja que aquest aspecte també va quedar per a la Conferencia Intergovernamental de 2004 després de l'oposició del Regne Unit.